# Академия Сёхэйдзака
Академия Сёхэйдзака (яп. 昌平坂学問所 сё:хэйдзака гакумонсё:) — высшая правительственная школа сёгуната Токугава в городе Эдо, Япония. Другое название — школа Сёхэй (яп. 昌平黌 сё:хэйко).

## История
Академия Сёхэйдзака берёт начало от частной школы и мавзолея Конфуция, которые были сооружены в 1630 году на деньги неоконфуцианца Хаяси Радзана в районе Уэно города Эдо. В 1690 году по приказу 5-го сёгуна Токугавы Цунаёси они были перенесены в местность Юсима района Канда, а после реформ Кансэй, в 1797 году, превращены в государственную академию. Академией руководили представители рода Хаяси. Основным предметом было неоконфуцианство чжусианского течения, которое преподавали лучшим представителям тогдашнего японского общества.
После реставрации Мэйдзи в 1869 году академия Сёхэйдзака была переименована в Университетскую школу (яп. 大学校), но в 1871 году была закрыта. Преподавательский состав школы позже вошёл в состав коллектива, создавшего Токийский университет.